# 3 Car Garage
3 Car Garage é uma compilação da banda Hanson lançado em 1998.
Ele reúne músicas de seus dois primeiros álbuns independentes Boomerang e MMMBop, músicas totalmente escritas e produzidas pelos próprios integrantes da banda. Contém as versões originais de "Thinking of You", "MmmBop", "With You In Your Dreams".
| Críticas profissionais                                                      | Críticas profissionais |
| Avaliações da crítica                                                       | Avaliações da crítica  |
| Fonte                                                                       | Avaliação              |
| --------------------------------------------------------------------------- | ---------------------- |
| allmusic                                                                    | [ 2 ]                  |
| Esta tabela precisa de ser acompanhada por texto em prosa. Consulte o guia. |                        |

## Faixas
Todas as faixas por Isaac Hanson, Taylor Hanson, Zac Hanson.
1. "Day Has Come" — 4:45
2. "Two Tears" — 2:39
3. "Thinking of You" — 3:09
4. "River" — 3:46
5. "Surely As The Sun" — 5:39
6. "MMMBop" — 5:09
7. "Soldier" — 6:20
8. "Stories" — 2:34
9. "Pictures" — 2:13
10. "Sometimes" — 4:26
11. "With You In Your Dreams" — 4:12

## Créditos

### Banda
- Isaac Hanson - piano, vocal
- Taylor Hanson - piano, conga, bateria, vocal
- Zac Hanson - bateria, vocal

### Músicos adicionais
- JaMarc Davis - guitarra
- Louis Drapp - baixo, guitarra, gaita
- Craig Harmon - órgão
- Lewis Harris - baixo
- Danna higbee - flauta

### Produção
- Produtor - Hanson
- Engenheiro - John Morad
- Fotografia - Stirlin Mcllwaine, Walker Hanson